# Tiranet ala-rogenc
El tiranet ala-rogenc (Mecocerculus calopterus) és un ocell de la família dels tirànids (Tyrannidae).

## Hàbitat i distribució
Habita els boscos dels Andes del centre i sud de l'Equador i nord-oest del Perú.